# Pierre Claes
Pierre-François Claes (Leuven, 30 juli 1805 – Brussel, 23 augustus 1832) was een Belgisch advocaat en lid van het Belgisch Nationaal Congres.

## Levensloop
Claes was advocaat en werkte mee aan de redactie van Le Courrier des Pays-Bas, oppositieblad onder het Verenigd Koninkrijk. Hij werd wegens een persdelict veroordeeld, samen met Lucien Jottrand.
In oktober 1830 werd hij verkozen tot plaatsvervangend lid van het Nationaal Congres voor het arrondissement Leuven en vanwege het afhaken van een lid, werd hij zelf effectief lid op 22 februari 1831. Met zijn 25 jaar was hij een van de jongste leden. Vanaf de eerste dag was hij zeer betrokken bij de discussies en nam deel aan commissievergaderingen.
De meeste beslissingen waren al genomen toen hij lid werd. Er bleven er twee belangrijke over. De stemming betreffende de aanvaarding van het Verdrag der XVIII artikelen bleef hij afwezig. Bij de stemming over Leopold van Saksen Coburg stemde hij tegen en riep: Aujourd'hui, non!
Op basis van zijn tussenkomsten in de openbare zittingen is het moeilijk zijn politieke aanhorigheid te meten. Als hij trouw was gebleven aan Jottrand, kan hij waarschijnlijk tot de antiklerikalen behoord hebben.
Eénmaal de werkzaamheden van het Congres beëindigd, werd Claes secretaris generaal van het Comité voor Justitie en vervolgens hoofdgriffier van het Hooggerechtshof. Een vroege dood maakte een voortijdig einde aan een veelbelovende loopbaan.